# Ли, Андреа
Андреа Ли (англ. Andrea Lee, 1953, Филадельфия, Пенсильвания, США) – экспатриантка, журналистка и писательница. Автор романов о женщинах, живущих в Европе и  испытывающих трудности с культурным самоопределением, и о жизни в России.

## Детство, молодость, образование
Андреа Ли родилась в Филадельфии, Пенсильвания, в афроамериканской семье, принадлежащей к среднему классу. Она самая младшая в семье, и у неё есть два брата. Мать Андреи работала учителем в средней школе, а отец был священником, оба были активистами в борьбе за гражданские права. С детства Андреа интересовалась жизнью в Европе и русским фольклором. Она получила хорошее образование в частной школе и имела привилегированное воспитание. Несмотря на это, она в неоднократно сталкивалась с расизмом, что побудило её писать о проблемах расизма.

## Поездка в СССР
Писательница получила степень бакалавра и магистра по английскому языку в Гарвардском университете. В 1978-1979 годах во время учёбы в магистратуре Андреа со своим мужем ездила на 10 месяцев в СССР. Во время поездки её муж писал диссертацию по русской истории для Гарвардского университета. Проживая в общежитии МГУ, Андреа записывала свои мысли о русских людях и жизни в СССР. Используя этот опыт, она написала книгу «Русский дневник», благодаря которой она получила известность. В 1982 году книга была номинирована на престижную американскую премию «Национальная книжная премия» («National Book Award»), но до сих пор не переведена на русский язык. Книга состоит из содержащих оригинальный взгляд на общество в СССР «виньеток»—кратких описаний о встречах с жителями городов, которые Ли посетила со своим мужем.

## Литературная карьера
Вернувшись в США, Ли работала журналистом в еженедельнике «Нью-Йоркер» (New Yorker). Она также предоставляла свои материалы другим изданиям, в том числе – «Нью-Йорк таймс» (New York Times), Vogue, Time, Gourmet, Allure, House & Garden и Oxford American. В 1984 г. Ли опубликовала роман – «Сара Филипс» (Sarah Phillips). В нём речь идет о девушке, которая также жила в Европе и очень похожа на писательницу своим происхождением. В 2002 г. Андреа написала третью художественную книгу – «Интересные женщины: Рассказы» (Interesting Women: Stories). В 2006 году писательница опубликовала роман – «Потерянные сердца», в котором рассказывается об американках, живущих в Европе, подобно самой Ли.

## Личная жизнь
Сейчас Андреа живёт вТурине, Италия, с мужем и двумя детьми.

## Произведения Андреи Ли
Русский дневник (Russian Journal), 1981 (Нью Йорк, 253 страниц)
Сара Филипс (Sarah Philips), 1984 (Нью Йорк, 159 страниц)
Интересные женщины: Рассказы (Interesting Women: Stories), 2002 (Нью Йор, 240 страниц)
Потерянные сердца: Роман (Lost Hearts in Italy: A Novel), 2006 (Нью Йорк, 261 страниц)